# Énna
Énna  è un nome proprio di persona irlandese maschile.

## Varianti
- Maschili: Éanna[1], Enda[1], Enna

## Origine e diffusione
Vuol dire "simile a un uccello" in irlandese, ha quindi significato analogo ad un altro nome irlandese, Séaghdha. Venne portato da numerosi re ed eroi classici d'Irlanda.

## Onomastico
L'onomastico si può festeggiare il 21 marzo in memoria di sant'Enda di Aran, principe e fondatore del monastero di Killeaney, su Aran Mór.

## Persone
- Enna Aignech, re supremo d'Irlanda

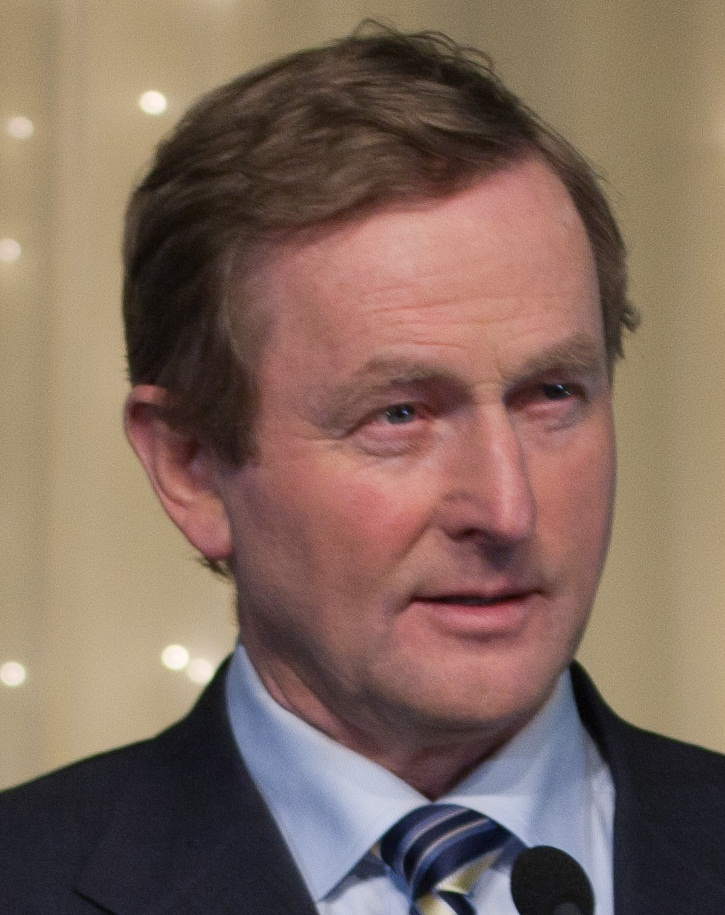
Enda Kenny

- Enna Airgtheach, re supremo d'Irlanda
- Énna Derg, re supremo d'Irlanda

### Variante Enda
- Enda Kenny, politico irlandese
- Enda Stevens, calciatore irlandese